# Clivio Piccione
Clivio Piccione (Monte Carlo, 24 febbraio 1984) è un pilota automobilistico monegasco.

## Carriera
Partecipa alla GP2 Series nel 2005 con la Durango affiancando il pilota romano Gianmaria Bruni prima e il veneto Ferdinando Monfardini dopo. A fine stagione, conquista una vittoria nella gara sprint del Gran Premio d'Europa ed un giro veloce nella gara sprint del Gran Premio d'Ungheria.
La stagione 2006, Clivio passa alla DPR Direxiv. La stagione sarà sottotono per il monegasco, che dopo svariati ritiri lo vede salire sul podio solo in due occasioni: terzo sia al Gran Premio di Gran Bretagna che nella gara sprint del Gran Premio di Monza.

## Risultati

### GP2
| Anno | Scuderia | 1   | 2   | 3   | 4   | 5   | 6   | 7   | 8   | 9   | 10  | 11  | 12  | 13  | 14  | 15  | 16  | 17  | 18  | 19  | 20  | 21  | 22  | 23  | Punti | Pos. |
| ---- | -------- | --- | --- | --- | --- | --- | --- | --- | --- | --- | --- | --- | --- | --- | --- | --- | --- | --- | --- | --- | --- | --- | --- | --- | ----- | ---- |
| 2005 | Durango  | SMR | SMR | ESP | ESP | MON | EUR | EUR | FRA | FRA | GBR | GBR | GER | GER | HUN | HUN | TUR | TUR | ITA | ITA | BEL | BEL | BHR | BHR | 14    | 15º  |
| 2005 | Durango  | 15  | Rit | Rit | 8   | Rit | 7   | 1   | 8   | SQ  | 6   | Rit | Rit | 17  | Rit | 16  | Rit | 11  | 11  | 14  | 12  | 19  | 13  | 7   | 14    | 15º  |
| 2006 | DPR      | VAL | VAL | SMR | SMR | EUR | EUR | ESP | ESP | MON | GBR | GBR | FRA | FRA | GER | GER | HUN | HUN | TUR | TUR | ITA | ITA |     |     | 18    | 12º  |
| 2006 | DPR      | Rit | Rit | Rit | 16  | 11  | 8   | 16† | Rit | 4   | 7   | 3   | 13  | Rit | 8   | Rit | Rit | Rit | Rit | Rit | 7   | 3   |     |     | 18    | 12º  |